# Didima
Dìdima (in greco antico Δίδυμα) fu un'antichissima città greca della Ionia, presso l'odierna cittadina turca Didim (vicino a Yeni Hisar nel distretto di Söke in provincia di Aydın).

## Origini
La città si formò direttamente all'esterno del maestoso santuario che ospitava il tempio e l'oracolo di Apollo (il cosiddetto Didymaion). In greco, didyma significa "gemello"; i Greci reinterpretarono in tal senso il toponimo già esistente, che deriverebbe invece dalla lingua caria, analogo a Idyma, Cibyma, Olymos, Loryma, Sidyma, come notò Joseph Eddy Fontenrose.

## L'epoca d'oro
Didima fu, al pari di Delfi, la più rinomata stazione oracolare di tutto l'antico mondo ellenistico, menzionata dai Greci fin dall'epoca degli Inni omerici ad Apollo, come citato da Fontenrose il quale dimostra che lo "Zeus Didymeus" menzionato da Nicandro è un fantasma che prende il nome da un epiteto meramente geografico: lo Zeus di Didima.
Sia Erodoto sia Pausania datano il santuario a epoca antecedente alla colonizzazione degli Ioni, che abitarono la città dal VI secolo a.C. 
Probabilmente connesso con l'antico culto di Cybele Dyndimena, l'oracolo, e il suo tempio costruito attorno al VII secolo a.C., erano succeduti al suo cuore più antico edificato a partire dal II millennio a.C. e in seguito arricchito da Creso, l'ultimo sovrano della Lidia.
Fino alla sua distruzione da parte dei Persiani, questa città veniva amministrata dai Branchidi, i sedicenti discendenti del leggendario Branco, giovane amato da Apollo.

## La distruzione e la ricostruzione
La città venne distrutta nel 494 a.C. da Dario I in una incursione persiana a seguito della quale fu trafugata ad Ecbatana la statua bronzea di Apollo che, secondo la tradizione, era opera di Cànaco di Sicione.
Nel 334 a.C. con la conquista di Alessandro il Grande venne riparato e riconsacrato il tempio, che da allora passò alle dipendenze di Mileto.
Nel 300 a.C. Seleuco I, uno dei generali di Alessandro che gli succedettero, riportò al tempio alcuni dei tesori trafugati, tra cui la statua bronzea del dio, mentre i milesi diedero inizio a una grande ristrutturazione con l'edificazione di un diptero di Ordine ionico, un pronao di tre file di colonne e numerose altre imponenti innovazioni che lo fecero poi divenire il tempio più grande del mondo greco.
Il tempio venne chiuso definitivamente dal prefetto Materno Cinegio tra il 384 e il 388.

## Galleria d'immagini

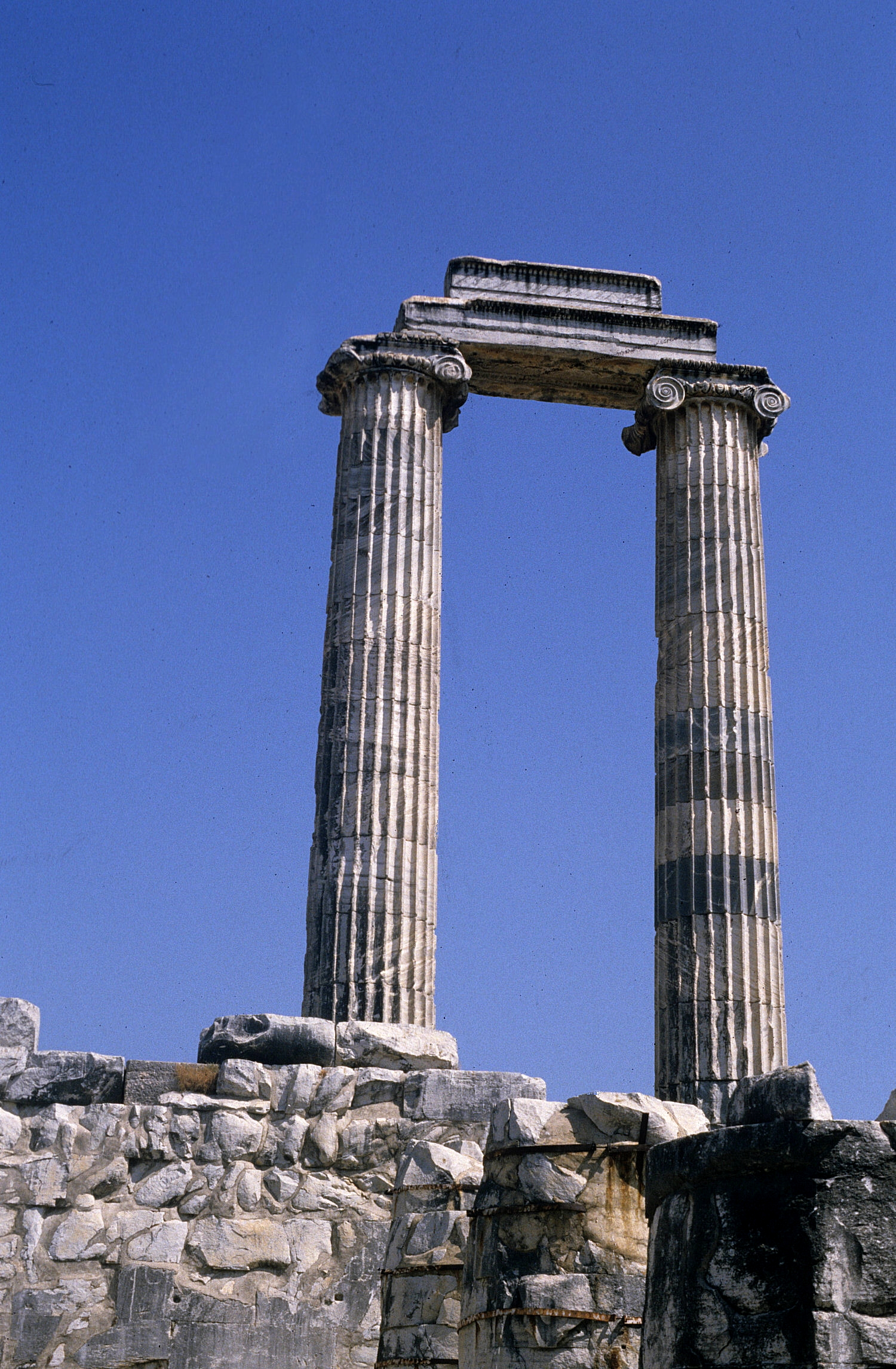
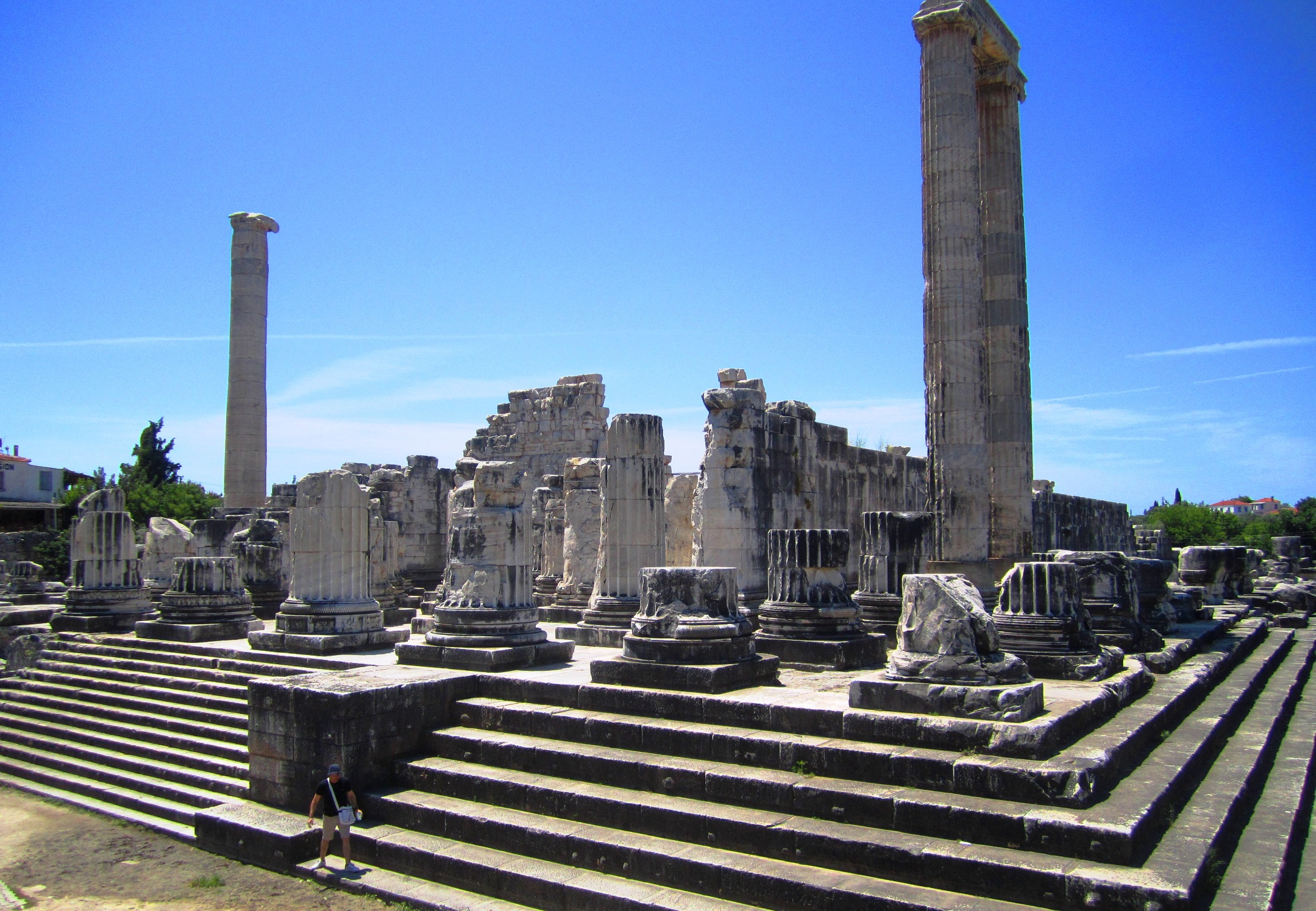
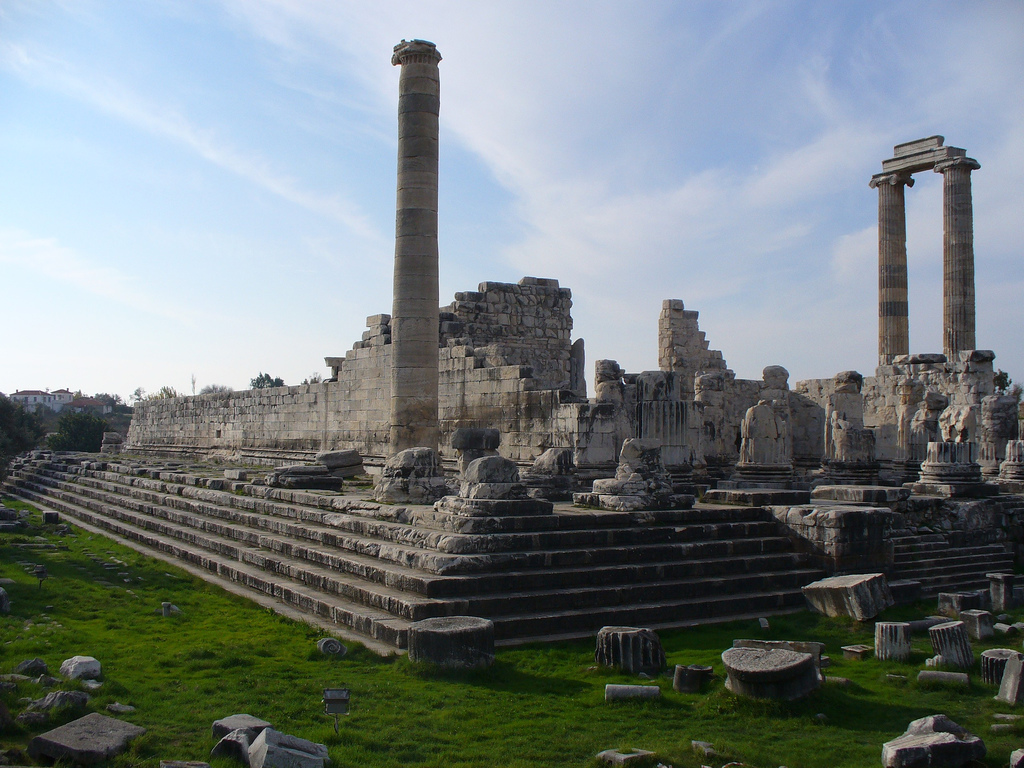
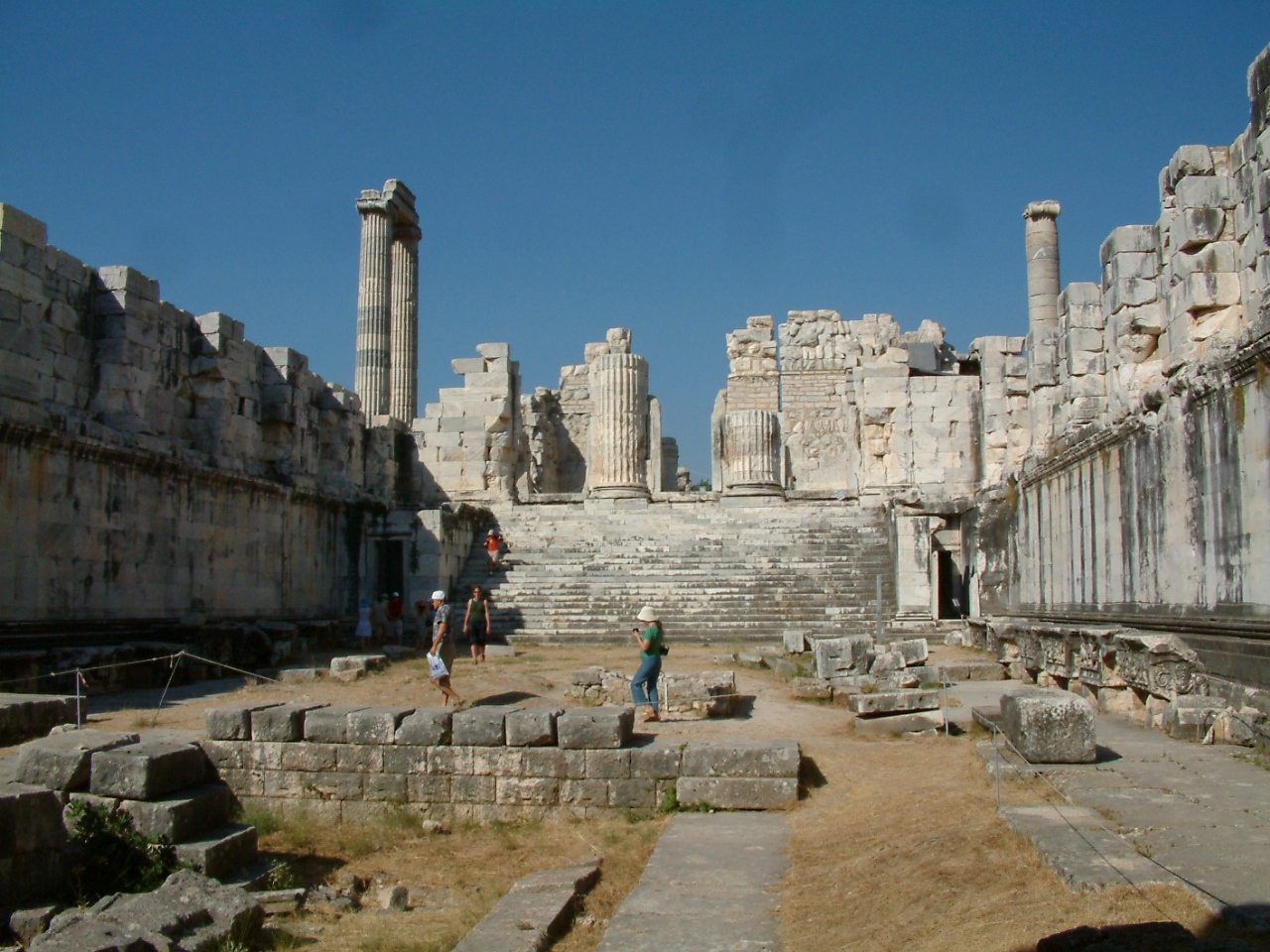
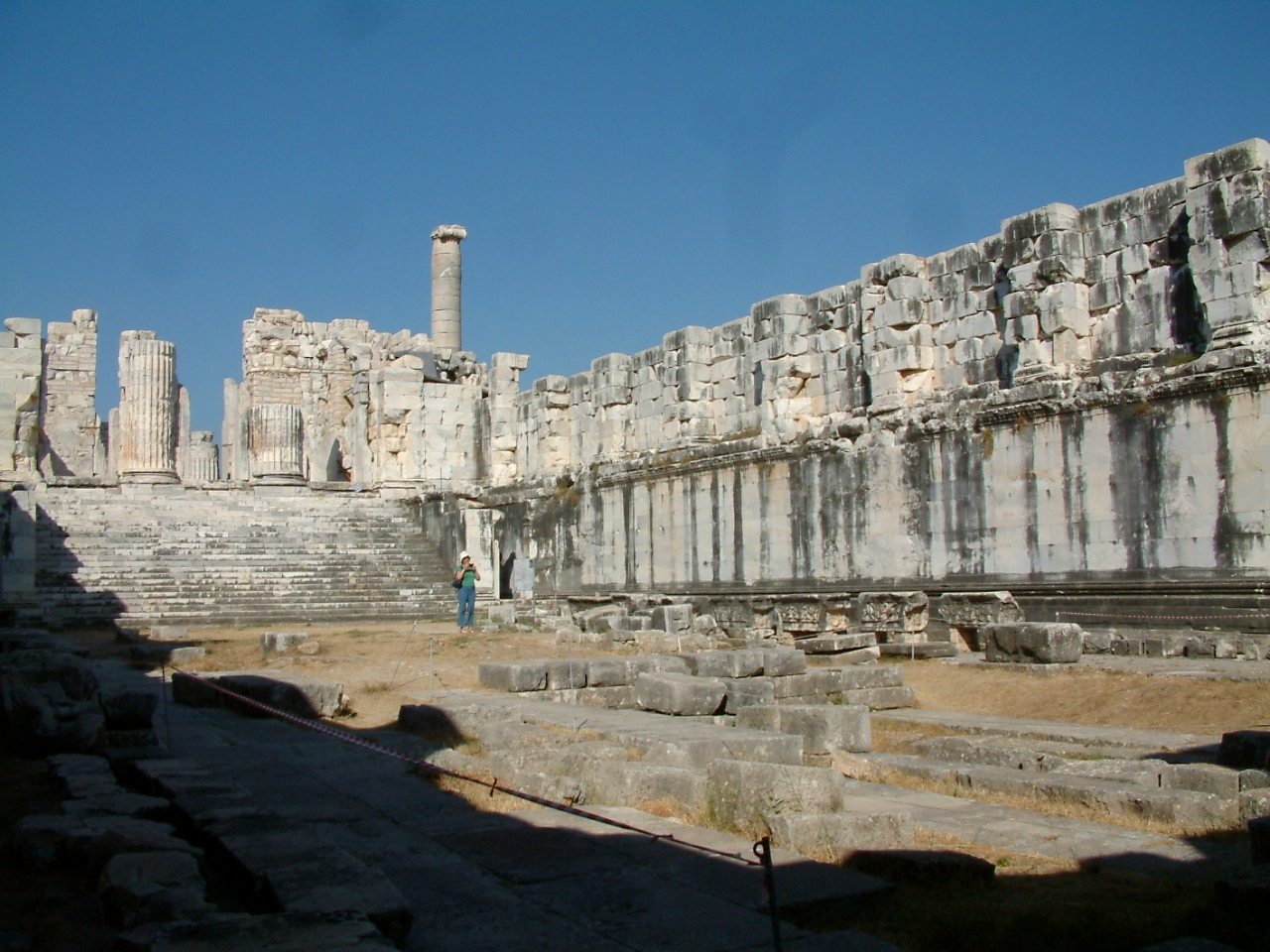
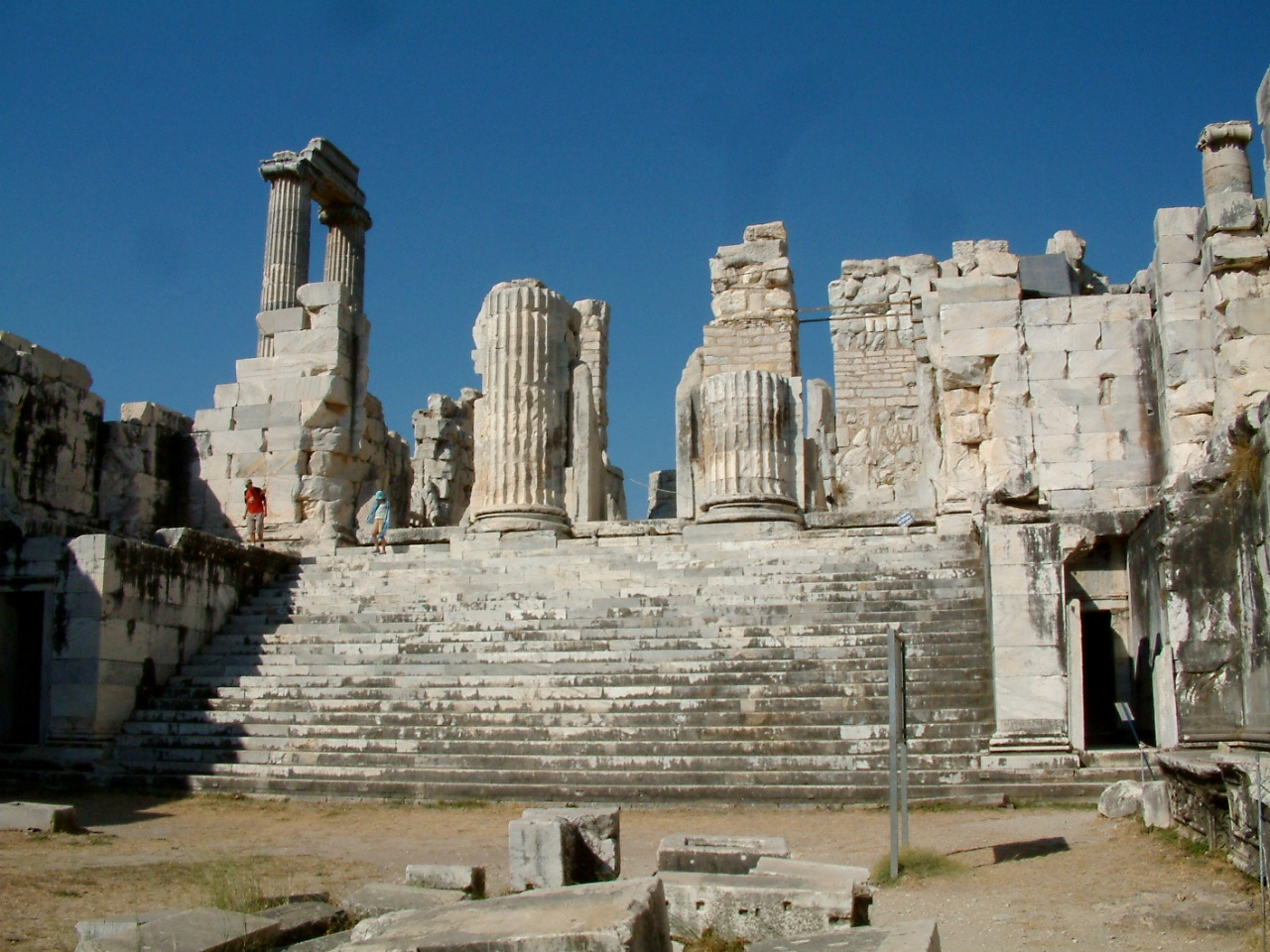
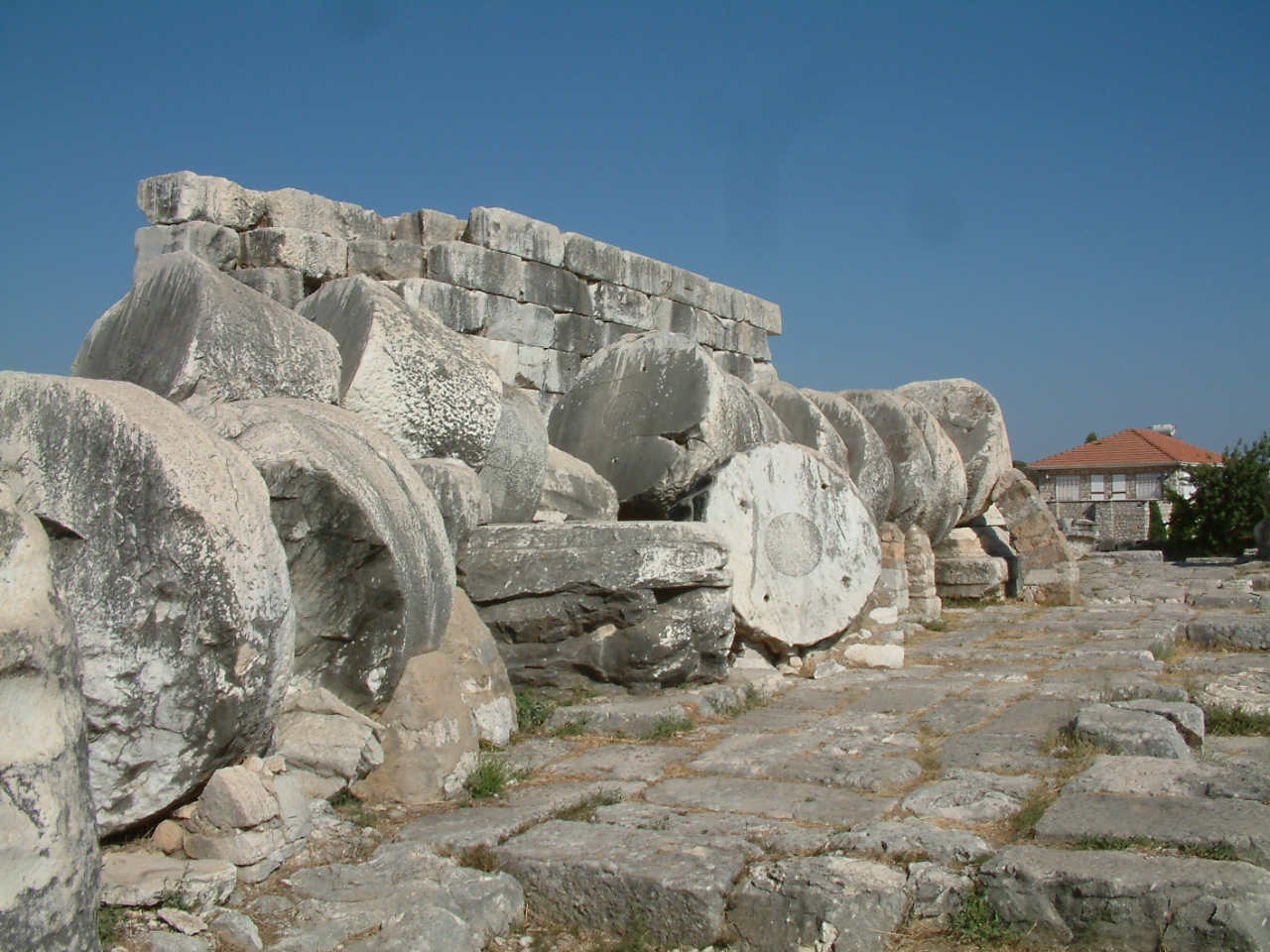
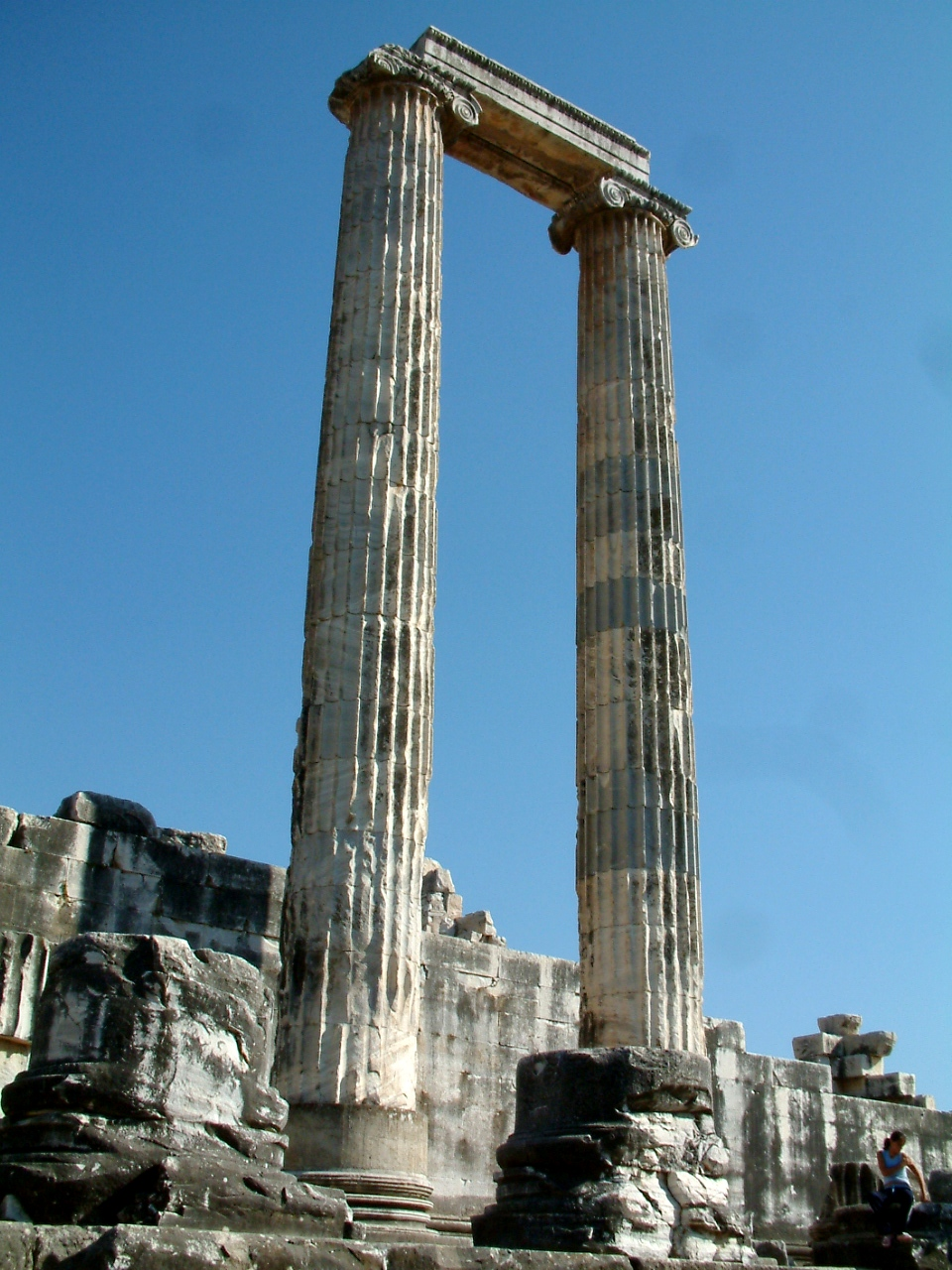
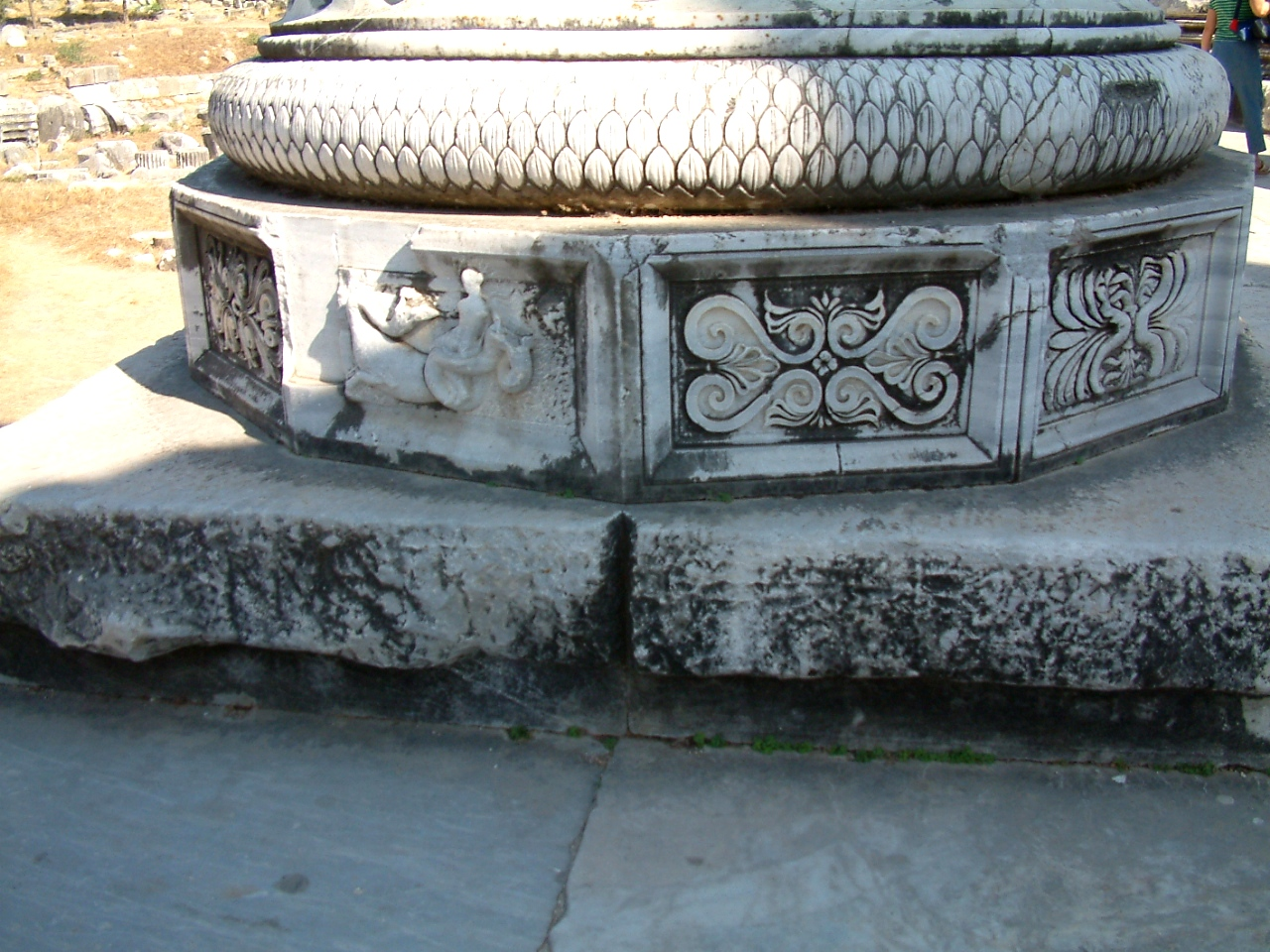
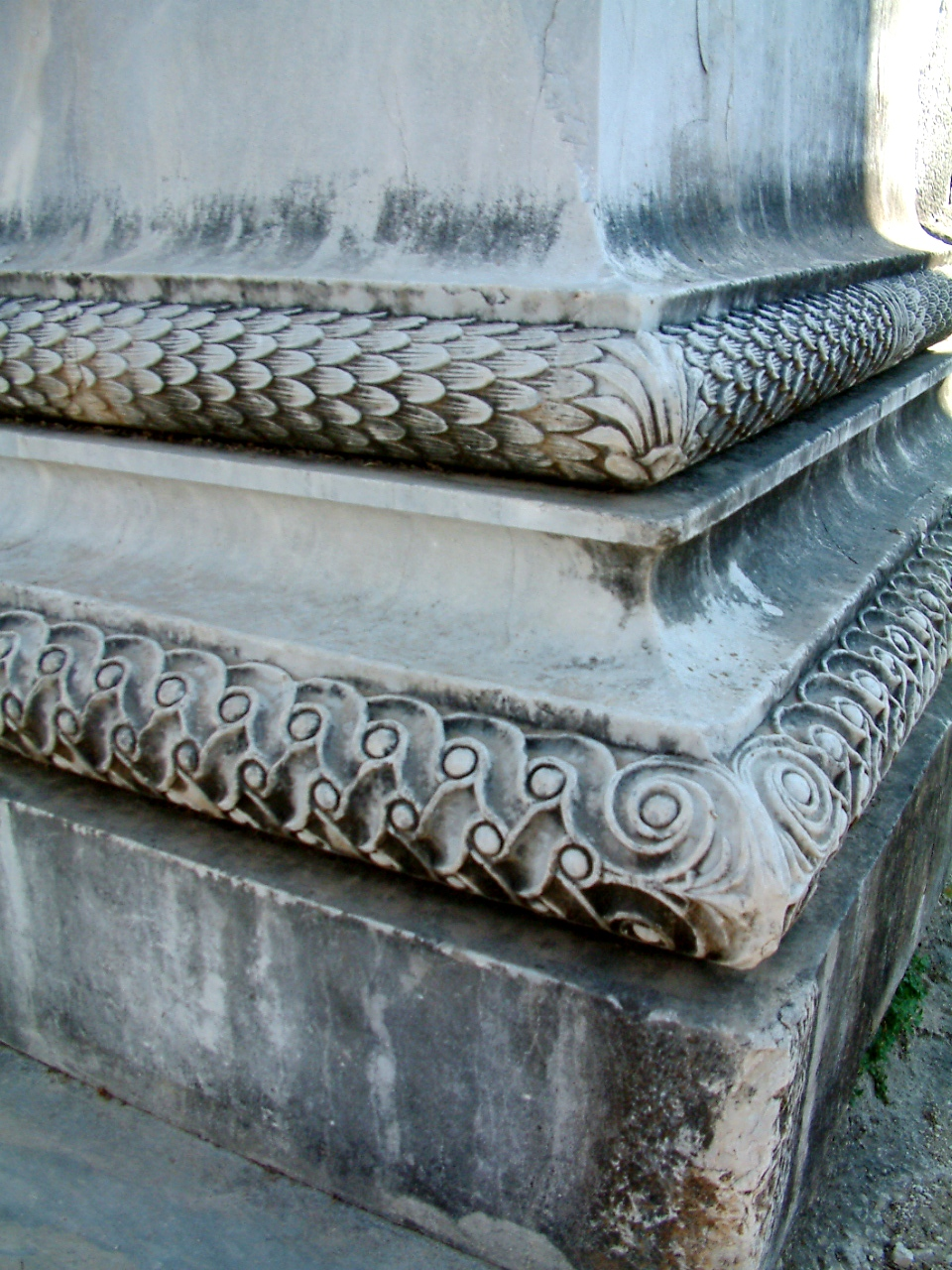
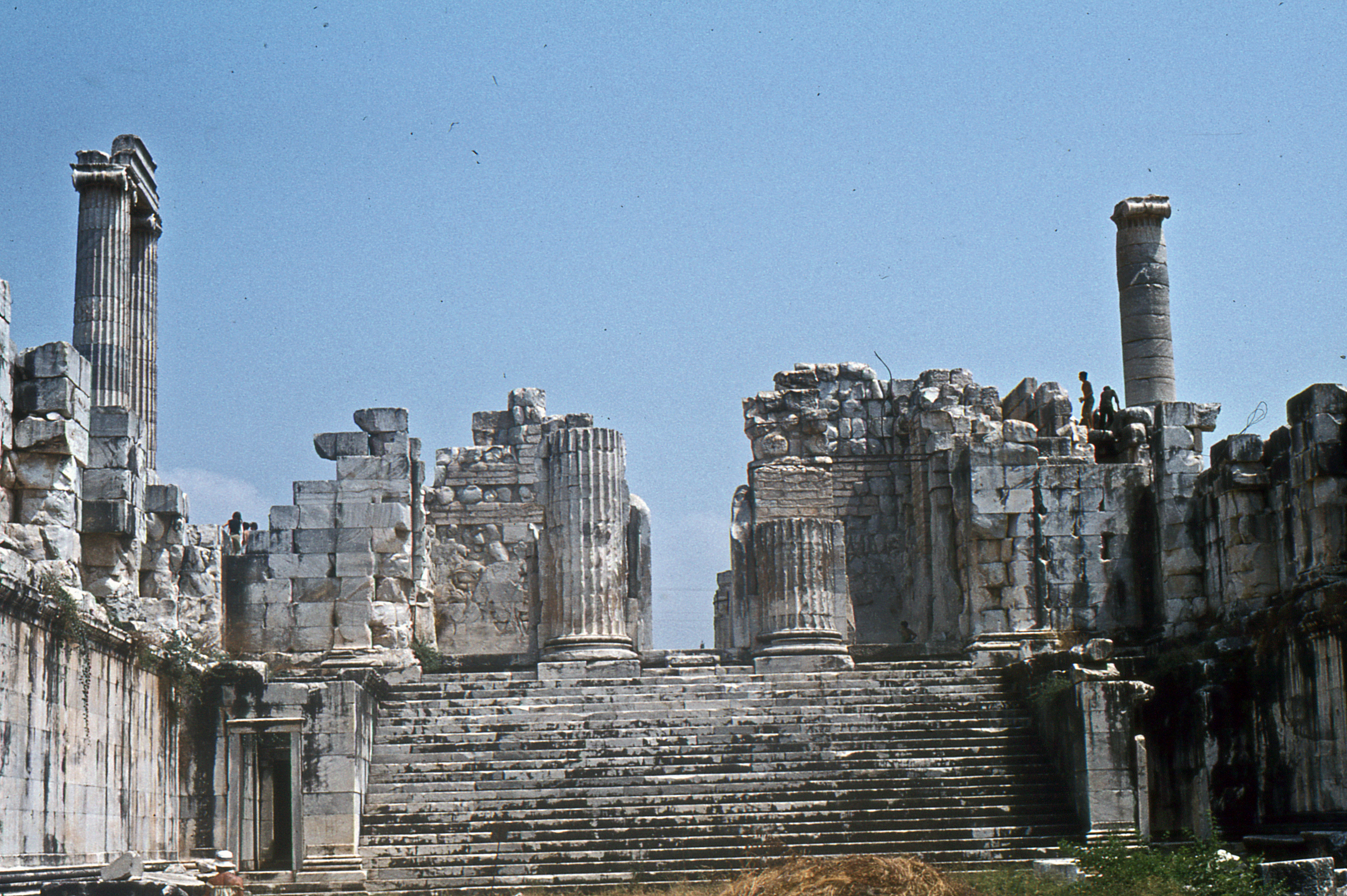
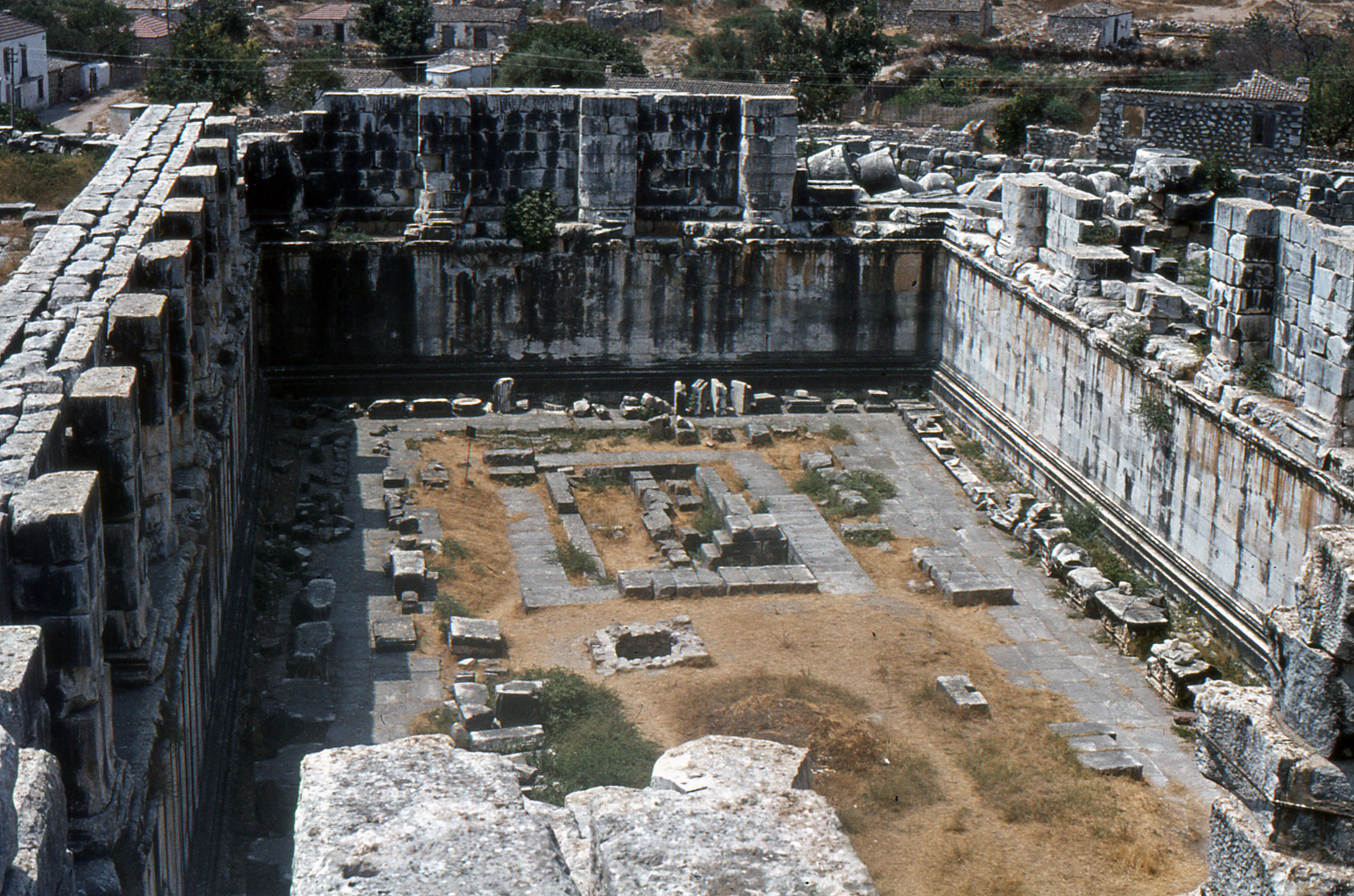
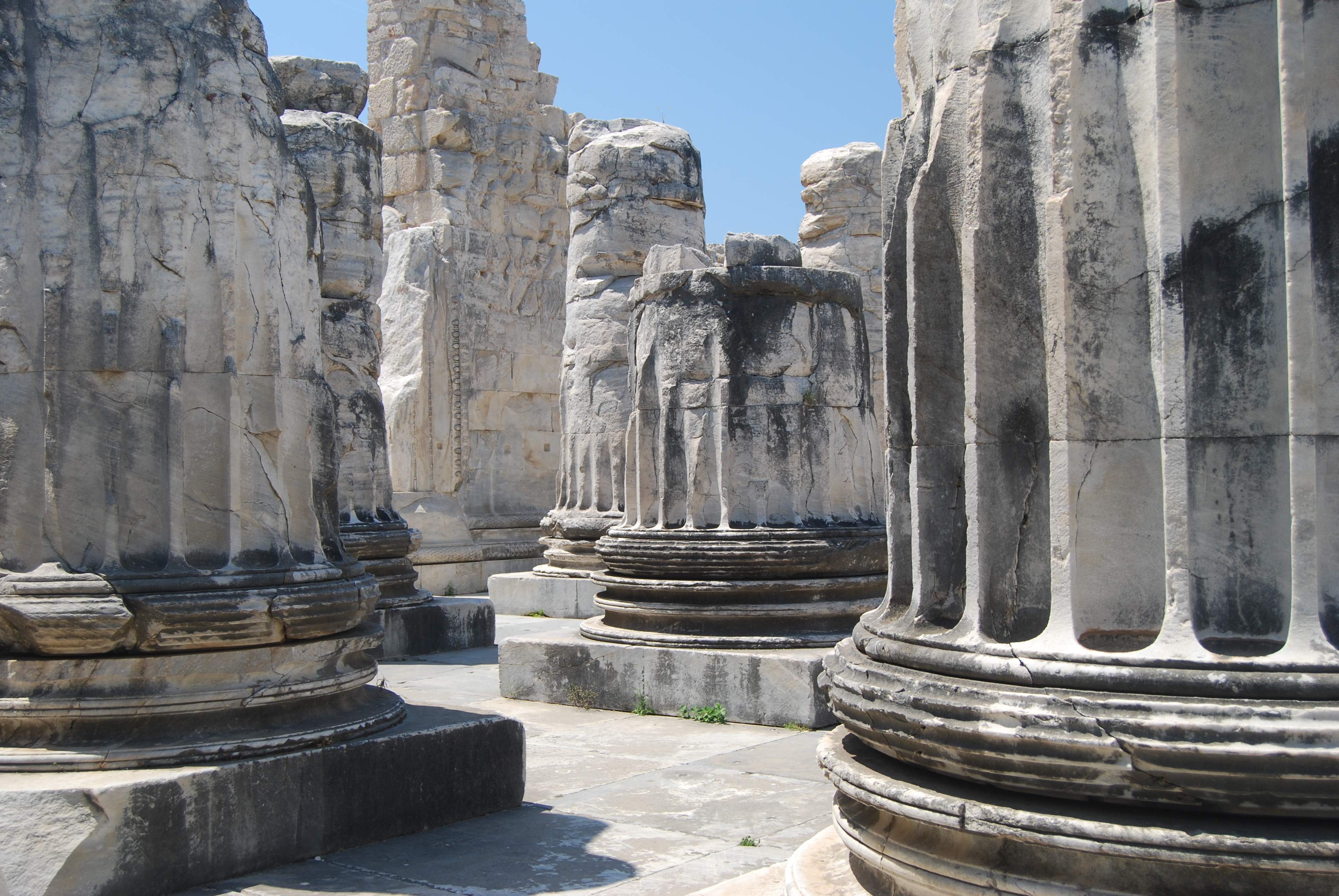
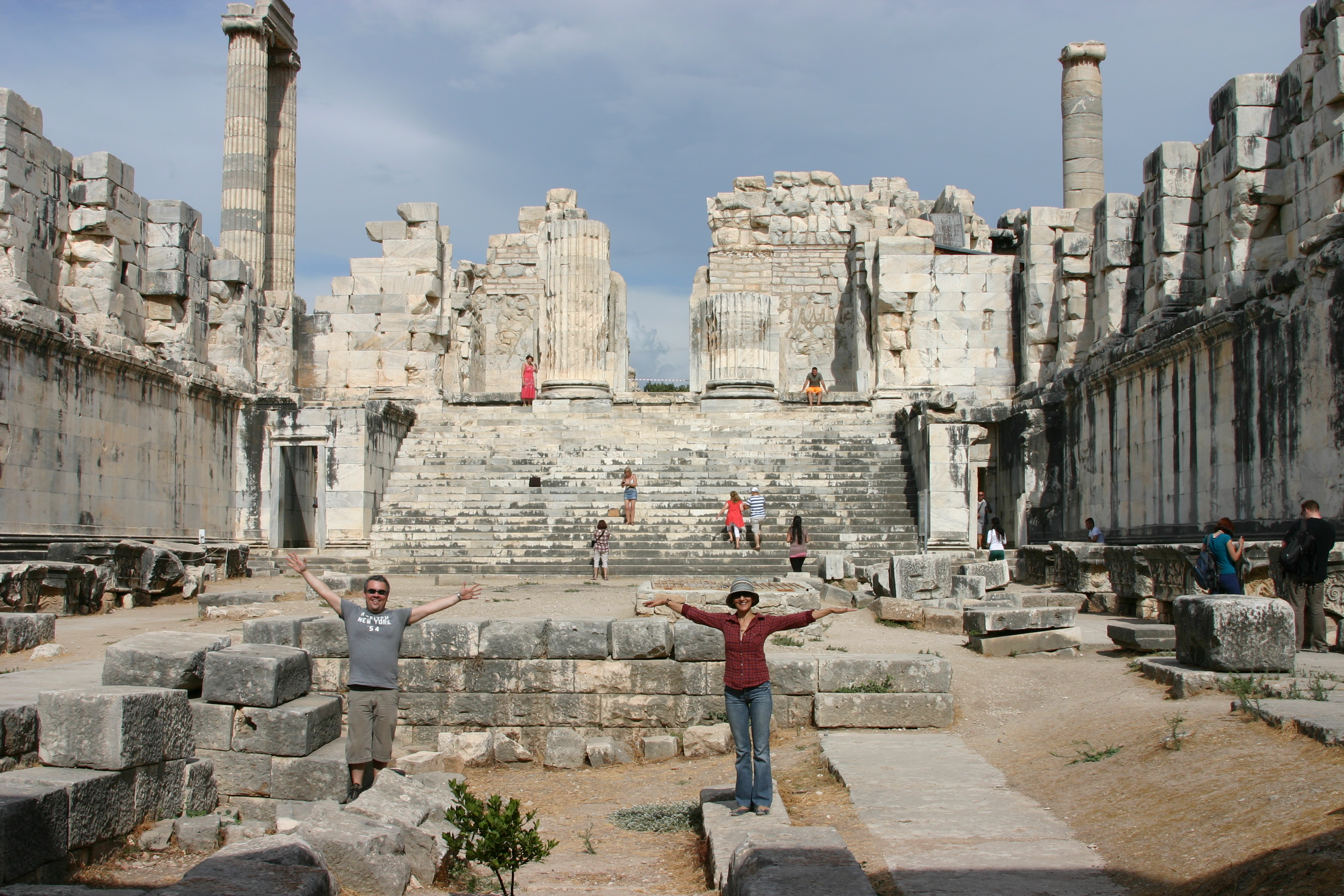
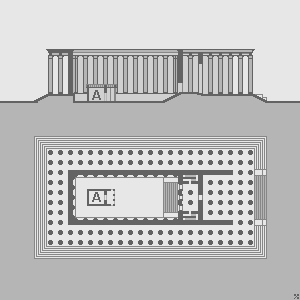
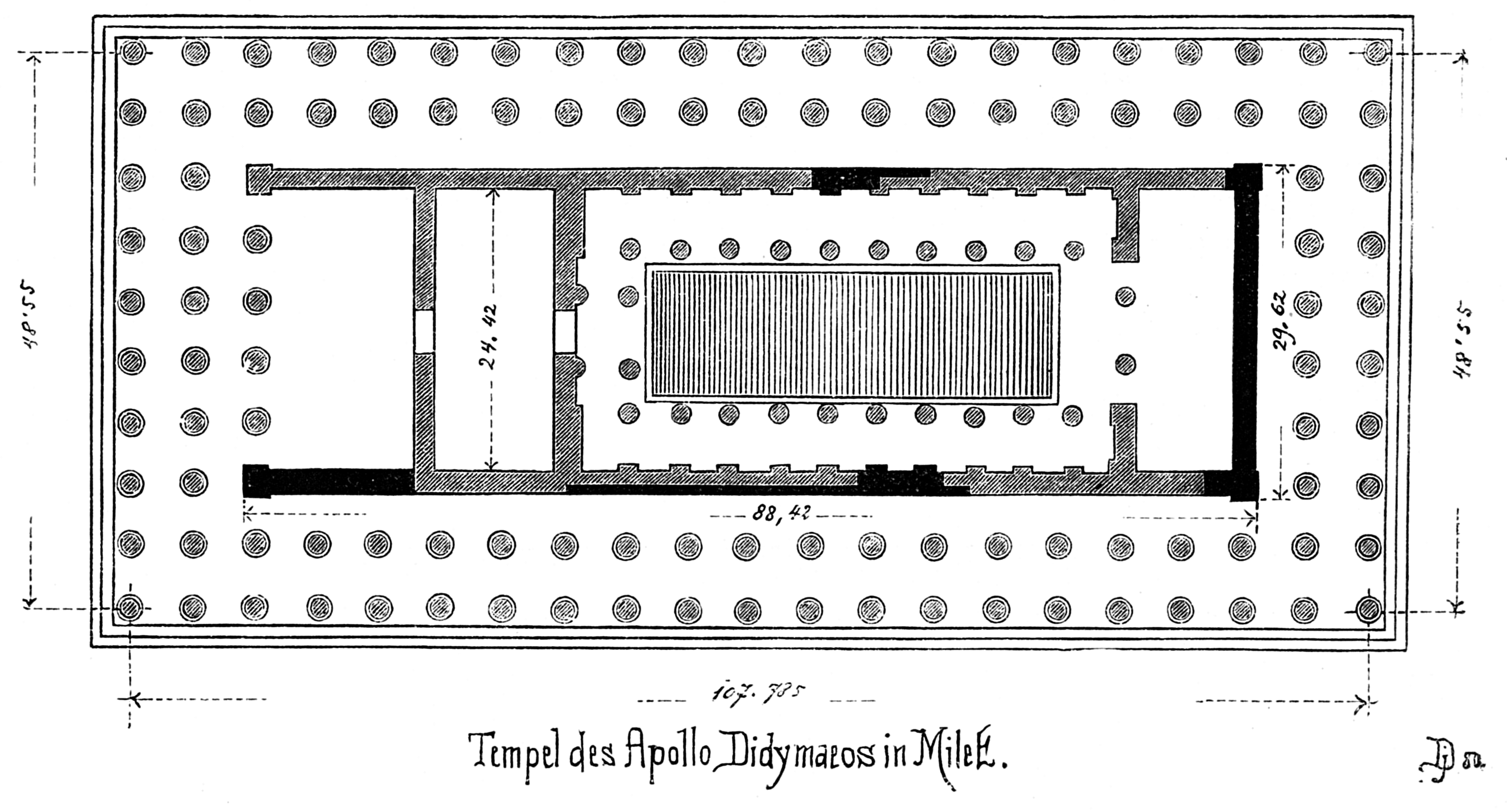
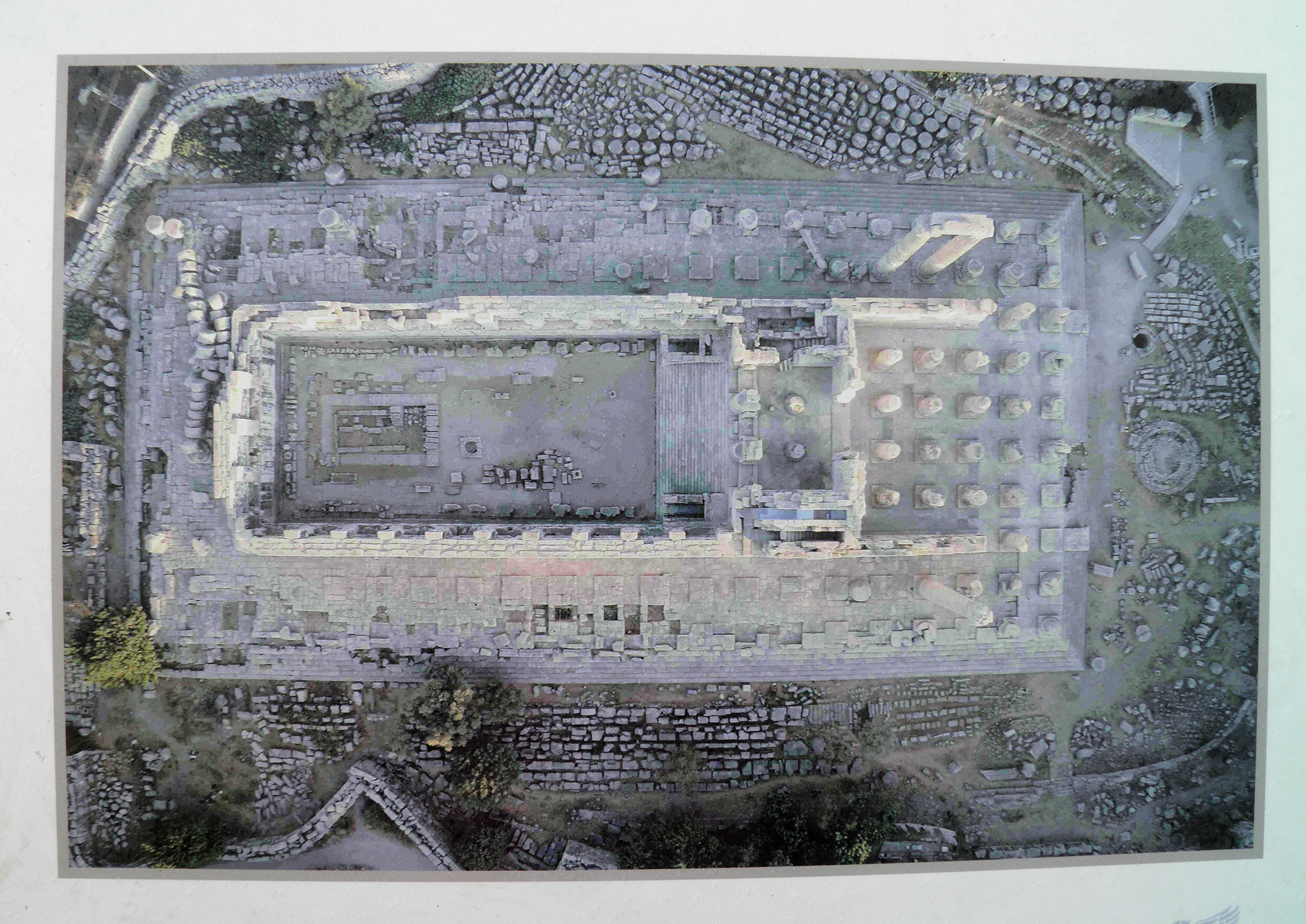
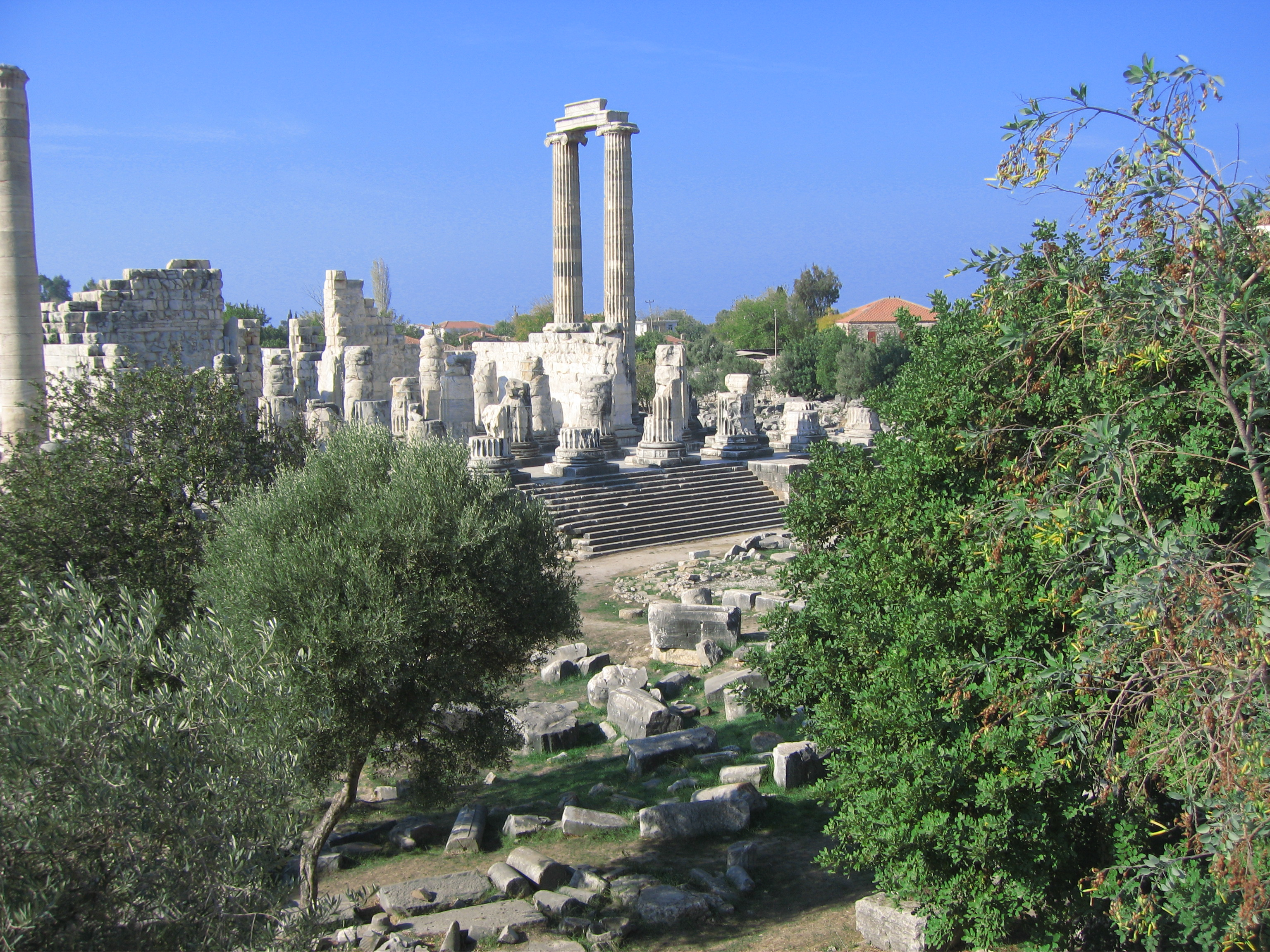
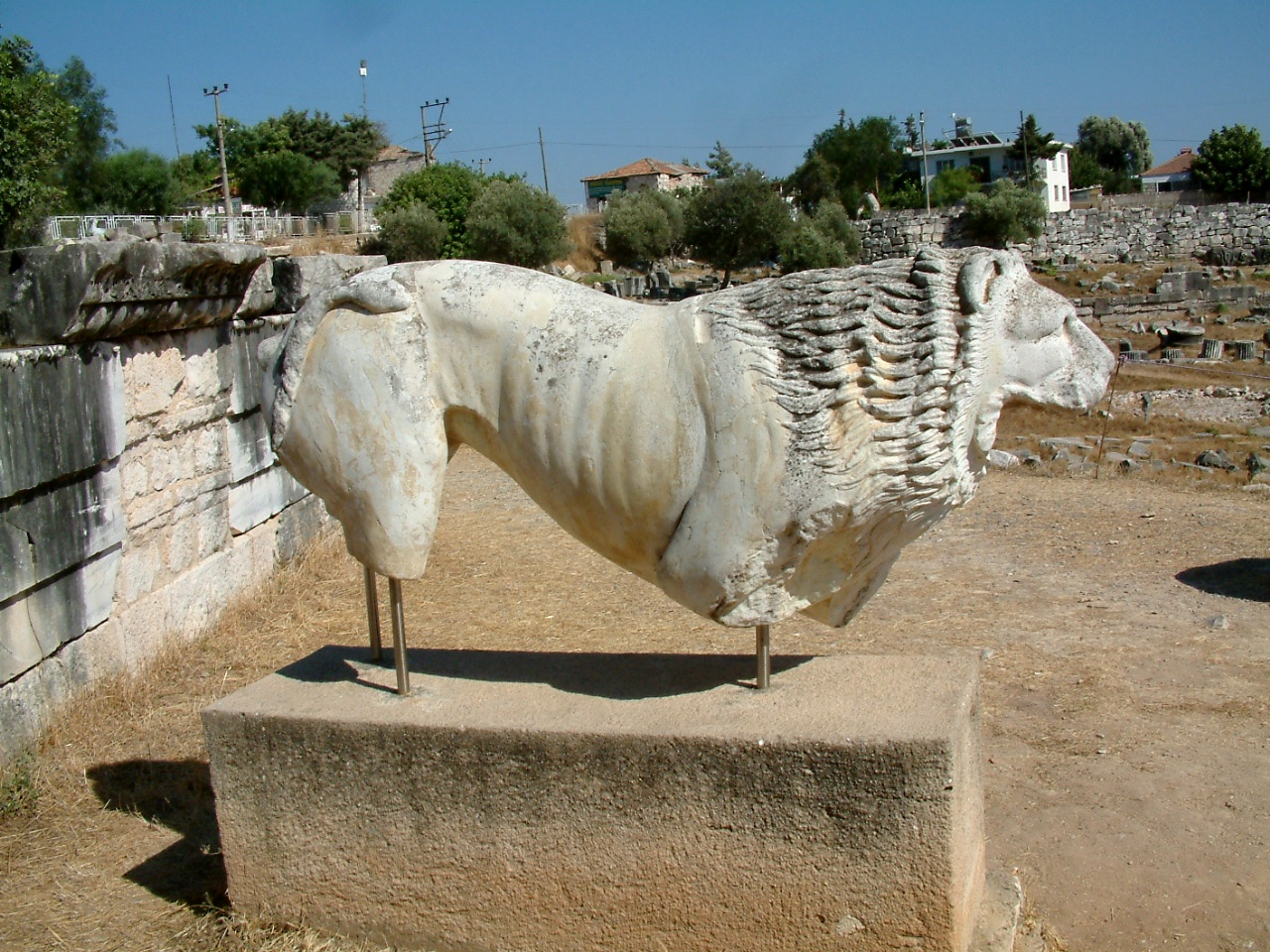
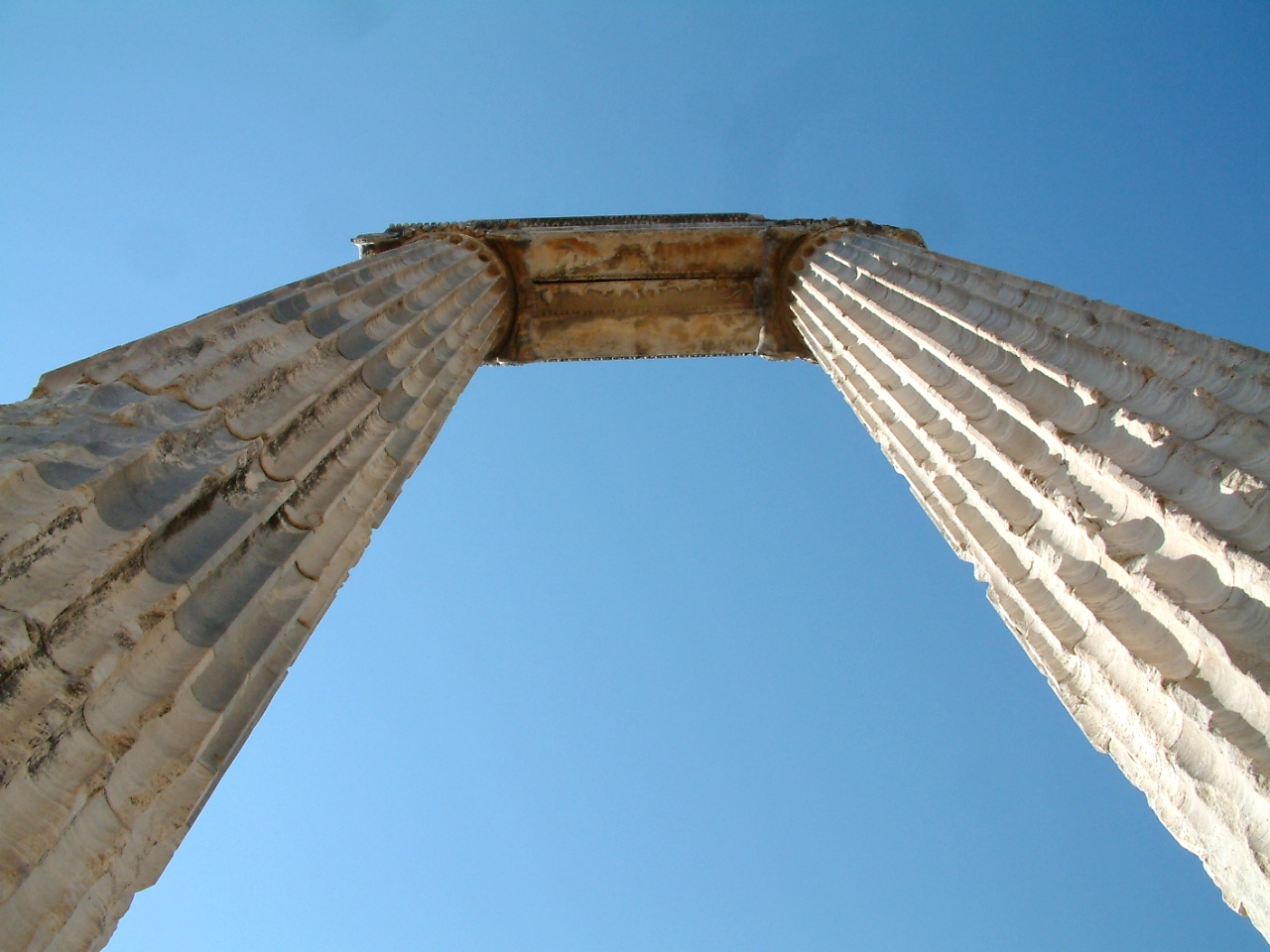
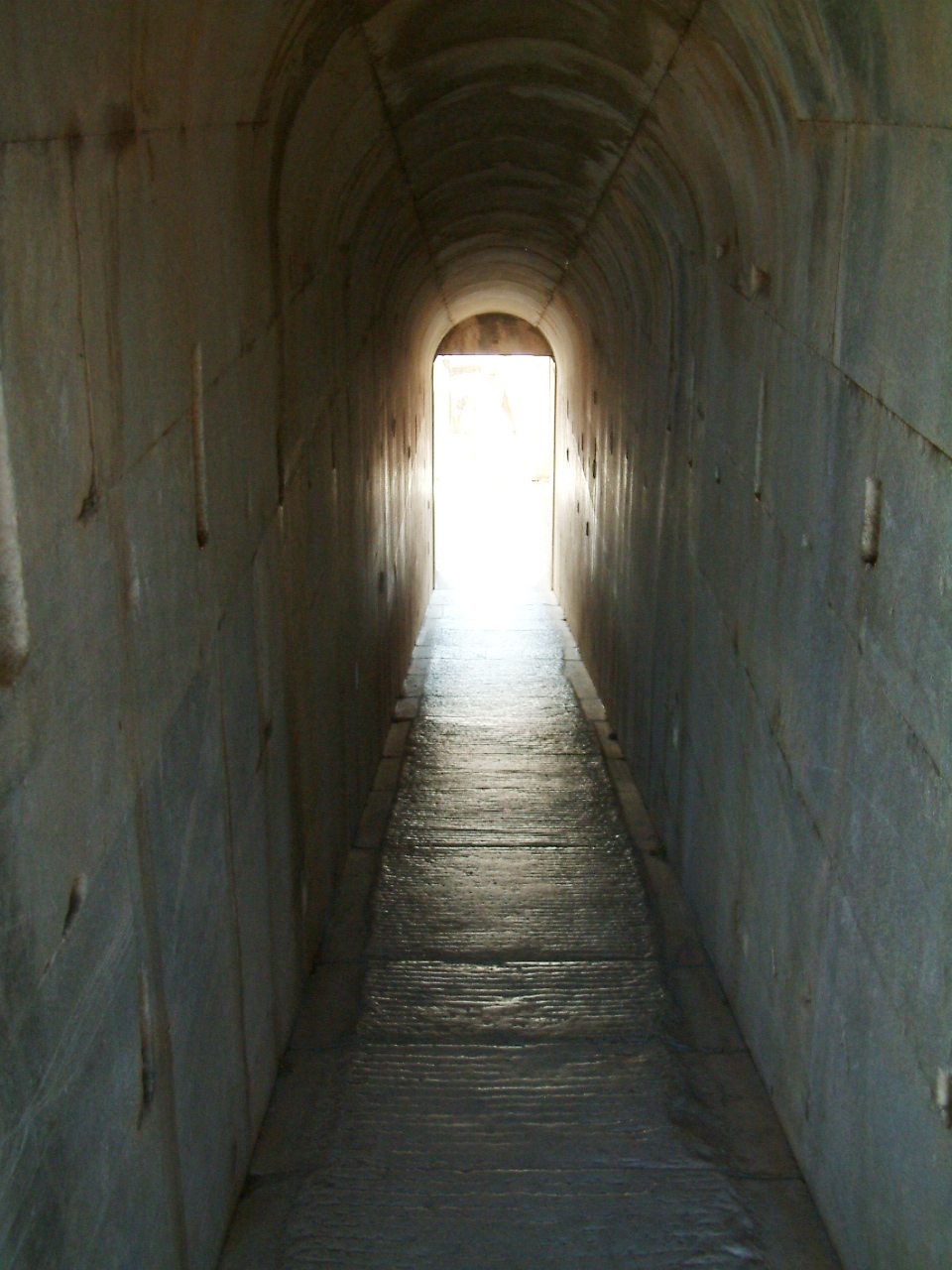
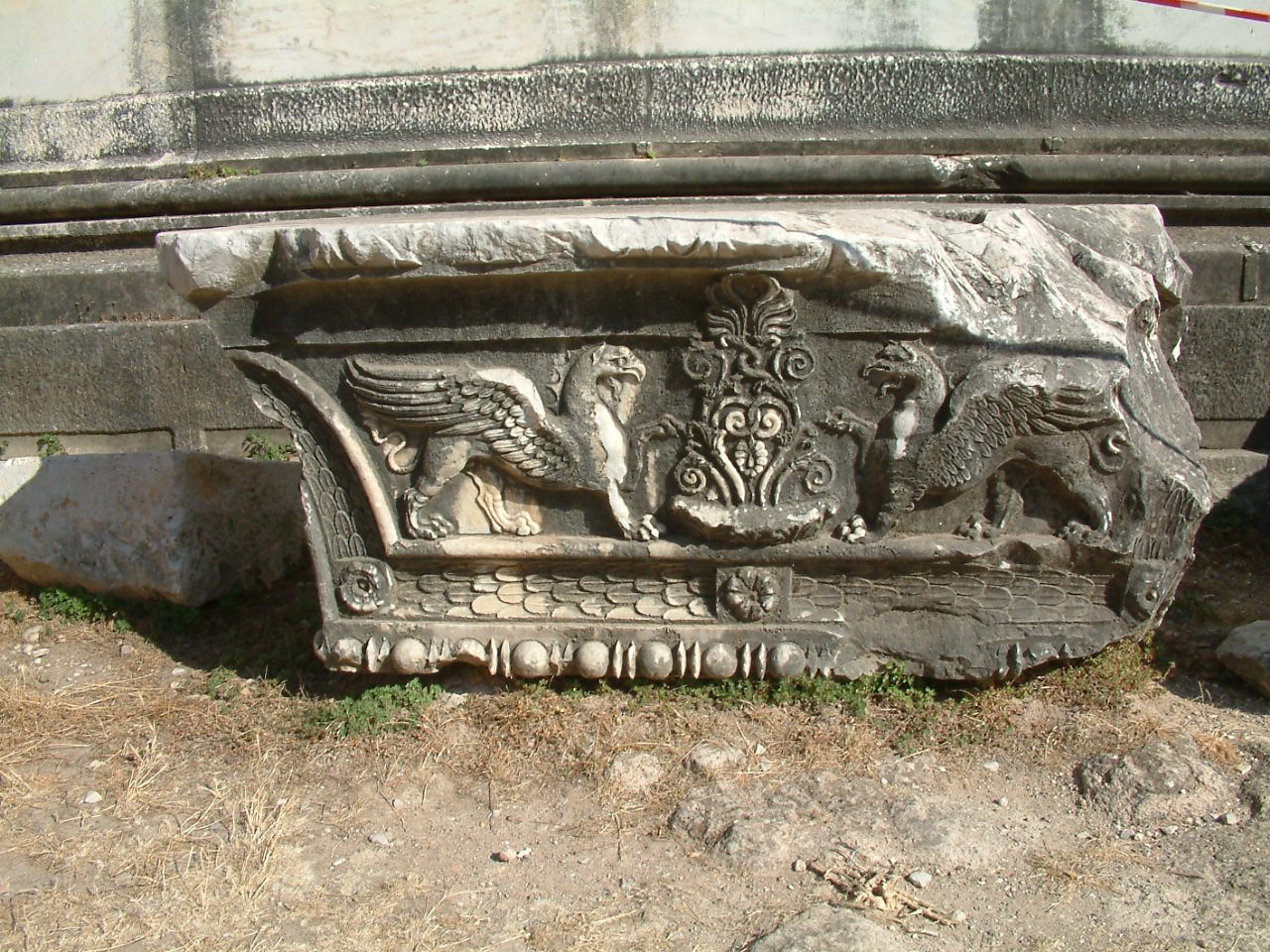

Didima